# Varano (Licciana Nardi)
Varano è una frazione del comune di Licciana Nardi. Fu un piccolo comune autonomo della Lunigiana fino al 1860 quando fu soppresso e annesso al comune di cui tuttora è parte.

## Monumenti e luoghi d'interesse
La piccola frazione di Varano custodisce un'antica chiesa parrocchiale in cui sono conservati dipinti cinquecenteschi.